# لوسیا مندز
لوسیا لتیسیا مندز پرز (متولد ۲۶ ژانویه ۱۹۵۵) یک بازیگر تلویزیونی و فیلم، مدل برتر و خواننده مکزیکی است. مندز در لئون، گواناخواتو، مکزیک به دنیا آمد. در سال ۲۰۱۱، لوسیا در مکزیک در تله‌نوولا اسپرانزا دل کورازون ("قلب امیدوار")، با فرناندو آلنده و بیانکا ماروکین، ستاره مکزیکی برادوی بازی کرد.

## فیلم‌شناسی

### سینما
| سال  | عنوان                    | نقش‌ها          | یادداشت  |
| ---- | ------------------------ | -------------- | -------- |
| ۱۹۷۲ | قهرمانان پنج سوپرمن      | نقش نامعلوم    | بی‌اعتبار |
| ۱۹۷۲ | کابالگاندو آلا لونا      | بئاتریز        |          |
| ۱۹۷۳ | ال هیجو دل پوبلو         | کارمن          |          |
| ۱۹۷۴ | ال دسکونوسیدو            | کارمن          |          |
| ۱۹۷۴ | خوان آرمنتا ال رپاتریادو | جولیا          |          |
| ۱۹۷۵ | من و وزیر                | باربارا        |          |
| ۱۹۷۶ | سیاه‌تر از شب             | مارتا          |          |
| ۱۹۷۸ | بچه‌های سانچز             | مارتا سانچز    |          |
| ۱۹۷۹ | لا غیرقانونی             | کلودیا برنال   |          |
| ۱۹۸۳ | خطوط کج خدا              | آلیشیا استرادا |          |
| ۱۹۸۶ | نفرین ۲: فرستادگان جهنم  | مارسلا         |          |
| ۱۹۹۶ | کانفتی                   | کوکو فریر      |          |

### تلویزیون
| سال  | عنوان                                   | نقش‌ها                                   | یادداشت‌ها                      |
| ---- | --------------------------------------- | --------------------------------------- | ------------------------------ |
| ۱۹۷۱ | خیلی ایتالیا می‌آید یک کاسار             | راکل                                    | تلوڤلا                         |
| ۱۹۷۳ | "لا ماستر مندیز"                        | استاد منز                               | سریال‌های تلویزیونی             |
| ۱۹۷۳ | نامه‌های سرنوشت                          | راکل                                    | تلوڤلا                         |
| ۱۹۷۴ | زمین                                    | اولیویا                                 | تلوڤلا                         |
| ۱۹۷۵ | پالوما                                  | روزا                                    | تلوڤلا                         |
| ۱۹۷۶ | "موندوس اپوستوس"                        | سسیلیا                                  | تلوڤلا                         |
| ۱۹۷۸ | ویویانا                                 | ویویانا لوزانو                          | تلوڤلا                         |
| ۱۹۸۰ | کلرین                                   | کولورینا / فرناندا                      | تلوڤلا                         |
| ۱۹۸۲ | وانساس                                  | وانساس ریز دی سان جرمین                 | تلوڤلا                         |
| ۱۹۸۵ | تو او ناندیا                            | راکل سامانیگو                           | تلوڤلا                         |
| ۱۹۸۸ | بازگشت عجیب دیانا سالازار               | دیانا سالازار / دونیا لئونر دی سانتیاگو | تلوڤلا                         |
| ۱۹۹۰ | عشقِ هیچ                                 | سوفیا                                   | تلوڤلا                         |
| ۱۹۹۲ | ماریلینا                                | ماریلینا مونوز                          | تلوڤلا                         |
| ۱۹۹۴ | ساندرا تنتا                             | روزا مورنو                              | تلوڤلا                         |
| ۱۹۹۸ | سه بار سوفا                             | سوفیا گتییرز دی بریزنو                  | تلوڤلا                         |
| ۲۰۰۰ | گولپ bajo                               | سلڤانا برنال                            | تلوڤلا                         |
| ۲۰۰۷ | "امور سین مکیلاژ"                       | لوپیتا ولازکز                           | سریال تلویزیونی، قسمت‌های مختلف |
| ۲۰۰۸ | "اماس دی کوزا"                          | مری آلیس جوان                           | سریال تلویزیونی، ۱ قسمت        |
| ۲۰۰۸ | قتل زنان                                | کاندیدا روبیو                           | سریال تلویزیونی، ۱ قسمت        |
| ۲۰۰۹ | مائی پیکادو                             | انیس والدیویا دو رورا                   | تلوڤلا، ۲ قسمت                 |
| ۲۰۰۹ | آخرین زمان                              | دبورا                                   | سریال تلویزیونی، ۱ قسمت        |
| ۲۰۱۰ | "لینا دی امور"                          | ایوا پاون دی روئزی و دی ترزا            | سریال تلویزیونی، ۱ قسمت        |
| ۲۰۱۱ | اسپرانزا دل قلب                         | لوکرسیا داویلا دی دوپریس                | سریال تلویزیونی، قسمت‌های مختلف |
| ۲۰۱۵ | "کدوم" میگه                             | رابرتا والدیز                           | سریال تلویزیونی، ۱ قسمت        |
| ۲۰۱۷ | "سوارده تا" "اسپوزاس دی ویلسون فرناندز" | لوسیا                                   | سریال تلویزیونی، ۱ قسمت        |

## آهنگ‌شناسی

### آلبوم‌ها
- ۲۰۱۸: احساس بدن من
- 2017: روی صحنه (زنده)
- 2015: بایلان
- 2013: ملزومات چهلمین سالگرد لوسیا مندز
- 2010: برای خوان گابریل ادای احترام بخوان
- 2009: دوباره عاشق… با هم نووو آمانسر
- ۲۰۰۴: زنده
- ۲۰۰۱: ۲۰ بهترین بازدید
- 2000: Golpe Bajo (موسیقی متن اصلی)
- 1999: عاشقانه Dulce
- 1998: تودو و نادا
- 1994: سنیورا تنتاسیون
- 1993: ممنوع است
- 1992: ماریلینا (موسیقی متن اصلی)
- 1991: منو ببوس
- 1990: عشق هیچ‌کس (مجرد)
- ۱۹۸۹: لونا مورنا
- 1988: دلایل صمیمی من
- 1987: آکاپولکو، آکاپولکو (مجرد)
- 1986: سرزنش می‌کنیم
- 1986: بهترین‌های لوسیا مندز
- 1985: دوستت دارم
- ۱۹۸۴: سولو اونا موجر
- 1983: عاشق
- 1982: نزدیک تو
- 1980: امشب به من بده… کلورینا
- 1979: خوشحال باش
- 1978: ویویانا (موسیقی متن اصلی)
- 1977: لبخند سال
- 1977: من دنبالت نمی‌گردم (مجرد)
- 1976: لوسیا مندز
- 1975: من همیشه به تو فکر می‌کنم

### تک آهنگ
- تواس او تِ کِیداس (۲۰۱۴)
- اسپرانزا دل کراسون / Cerca (2011)
- عشق ابدی (۲۰۱۰)
- چرا از من متنفرم؟ (۲۰۱۰)
- «امور دی یو راتو» (۲۰۱۰)
- طلوع جدید (۲۰۰۹)
- انامورادا (۲۰۰۹)
- اگرچه روحم درد می‌کند / کوبایی دیوانه است (۲۰۰۴)
- لا پارجا دیسپاریجا (۲۰۰۴)
- گلپ باجو / ریلیت (۲۰۰۰)
- نام گمشده (۱۹۹۹)
- کرازون دی آکرو (۱۹۹۸)
- همه چیز و همه چیز (۱۹۹۸)
- ی لا pagarás (1998)
- ساندرا تنتاسیون / پیکادورا (۱۹۹۴)
- «پوبرا کرازون» (۱۹۹۴)
- ویت (۱۹۹۳)
- تمام شد / من آن را می‌خواهم (۱۹۹۲)
- بسم / لا که بیشتر از همه دوستت داشت (۱۹۹۲)
- عشق هیچ‌کس / عشق هیچ‌کس (موسائلی) (۱۹۹۰)
- تورمنتا دی ورانو / لونا مورنرا (Creo en el Amor) (1990)
- Juntos por Costumbre / No Hay Hombres (1990)
- ما با هم میمونیم / ¿Quién Será؟ (۱۹۸۹)
- «آونتوررو» (۱۹۸۸)
- Un Alma en Pena (1988)
- موریرون پوکو (۱۹۸۸)
- آکاپولکو، آکاپولو (۱۹۸۷)
- Yo No Sé Quererte Más / عشق به عشق (۱۹۸۷)
- کاستیگام / ماریپوسا (۱۹۸۶)
- امور ناممکن / نه، نه ما (۱۹۸۶)
- انفینتیمن / مکزیک (۱۹۸۵)
- تِ وِرو / لا اولا دی امور (۱۹۸۵)
- کوریزون دی پیدرا / دون کوریزون (۱۹۸۴)
- سولو یو زن / لا لونا دی کانکون (۱۹۸۴)
- می امور، امور / کوبارده (۱۹۸۳)
- انامورادا / سوپرمیدو (۱۹۸۳)
- «تِنِگِن مِس مأنوس» / «کنتیگو او سین تی» (۱۹۸۲)
- گناهکار یا بی گناه / ¿Qué clase de Hombre Eres Tú؟ (۱۹۸۲)
- آتادا نادا / امو تودو دی تی (۱۹۸۲)
- کولرین / ریگالامی استا نوت (۱۹۸۰)
- آمور دی مدروگادا / پالوما بلانکا (۱۹۷۹)
- Verte una Vez Más / Tengo Sed (1979)
- ویویانا / ویویانا (موسم) (۱۹۷۸)
- Asómate a Mi Alma / لا استرلا (۱۹۷۷)
- «لا سونریزا دیل آنو» / «پرسنتیمنتو» (۱۹۷۷)
- No Te Buscaré / Yo Sé que está en Tu Corazón (1977) / نه تِ بوسکارِ / من می‌دانم که قلب تو در قلب تو است
- Hay que Saber Perder / کارینو نووا (۱۹۷۶)
- فرنت یک فرنت / می وید استا روزا (۱۹۷۶)
- نه من لو تومس مال / ت سولته لا ریندا (۱۹۷۵)
- چرا از من متنفرم؟ / لا أولتیما کانشیون (۱۹۷۵)
- من همیشه به تو فکر می‌کنم / ¿Qué pasaó corazoncito؟ (۱۹۷۵)

### کلیپ‌های ویدئویی
- Te Vas O Te Quedas (2014)
- Cerca (2011)
- Amor de un Rato (2010)
- La Pareja Dispareja (2004)
- Perdóname (1999)
- یا لا پاگاراس (۱۹۹۸)
- سنیورا تنتاسیون (۱۹۹۴)
- Vete (1993)
- Se Acabó (۱۹۹۲)
- La que Más Te ha Querido (1992)
- Un Poquito de Sabor (1991)
- تورمنتا د ورانو (۱۹۹۱)
- Amor de Nadie (1990)
- Devuélveme el Amor (1990)
- Secreto (1990)
- Juntos por Costumbre (نسخه ۲) (۱۹۹۰)
- لونا مورنا (۱۹۹۰)
- Juntos por Costumbre (نسخه ۱) (۱۹۹۰)
- Nube Viajera (1990)
- No Hay Hombres (1990)
- کوئین سرا؟ (۱۹۸۹)
- Nos Aburriremos Juntos (1989)
- Aventurero (1988)
- Un Alma en Pena (1988)
- Yo No Sé Quererte Más (نسخه ۲) (۱۹۸۷)
- Yo No Sé Quererte Más (نسخه ۱) (۱۹۸۷)
- Castígame (1986)
- Amor Impossible (1986)
- La Ola de Amor (1985)
- Te Quiero (1985)
- دان کورازون (۱۹۸۴)
- قلب سنگی (۱۹۸۴)
- ماه کانکون (۱۹۸۴)
- فقط یک زن (۱۹۸۴)
- عشق برای دو (۱۹۸۳)
- قلب توت فرنگی (۱۹۸۳)
- کوبارد (۱۹۸۳)
- برو از اینجا (۱۹۸۳)
- بخشی از من (۱۹۸۳)
- مارگاریتا (۱۹۸۳)
- آتشفشان آمور (۱۹۸۳)
- Enamorada (1983)
- Escúchame (1982)
- Contigo o sin Ti (1982)
- ¿Qué Clase de Hombre Eres Tú؟ (۱۹۸۲)
- مقصر یا بی گناه (۱۹۸۲)
- Estrellita del Sur (1977)
- Frente a Frente (1976)
- Qué Pasó Corazoncito؟ (۱۹۷۵)